# Nekrolog 4. Quartal 1937
Nekrolog
◄◄
| ◄
| 1933
| 1934
| 1935
| 1936
| 1937 | 1938 | 1939 | 1940 | 1941 | ► | ►►
1. Quartal |
2. Quartal |
3. Quartal |
4. Quartal 1937
Weitere Ereignisse | Allgemeiner Nekrolog 1937
Die Beschreibung der verstorbenen Person sollte so kurz wie möglich gehalten sein und nur deren signifikante Tätigkeit(en) enthalten.
Neue Namen ggf. auch unter dem Geburts- und Sterbedatum, also etwa unter 1. Januar und im Geburts- und Sterbejahr (2024) eintragen (nur bei entsprechender großer Wichtigkeit). Für Beispiele siehe die schon vorhandenen Artikel.
Außerdem über die fünf zuletzt Verstorbenen, zu denen es einen ausreichend guten Artikel für eine Präsentation auf der Hauptseite gibt, nach der todesbedingten Überarbeitung der Artikel ggf. auch unter Wikipedia Diskussion:Hauptseite informieren und sie am besten auch in den anderen Wikipedia-Sprachversionen eintragen. Tipp: Regelmäßig bei news.google.de nach „ist tot“, „gestorben“ oder „verstorben“ suchen.
Wenn eine Person gestorben ist, gibt es viele Seiten zu dieser Person in der Wikipedia, die davon auch betroffen sind und entsprechend aktualisiert werden müssen. Beispiele: Namenübersichtsseite, Geburtsjahr, Geburtsort-Seiten und viele mehr.
Wie finde ich die betroffenen Seiten?
Im Suchfeld auf der linken Seite gibt man den Suchbegriff so ein: „Vorname Nachname“. Dann klickt man auf Volltext und alle Seiten mit entsprechendem Suchtext werden aufgerufen. Hier sieht man dann schnell, wo auch das Todesjahr Sinn macht oder sogar ein Teil des Artikels angepasst werden muss. Auch hilft das „Werkzeug“ auf der linken Seite sehr gut, um solche Seiten aufzufinden: „Links auf diese Seite“. Somit ist die Wikipedia wieder aktuell in allen Bereichen! Hinweis: bei Eintragung der Kategorie „Gestorben JAHR“ wird der Missbrauchsfilter 49 ausgelöst, was jedoch nicht schlimm ist. Siehe: Spezial:Missbrauchsfilter/49
Dies ist eine Liste von im vierten Quartal 1937 verstorbenen bekannten Persönlichkeiten. Die Einträge erfolgen innerhalb der einzelnen Daten alphabetisch sortiert. Tiere sind im Nekrolog für Tiere zu finden.

## Oktober
| Tag         | Name                                      | Beruf, bekannt als | Alter | Beleg |
| ----------- | ----------------------------------------- | --- | ----- | ----- |
| 1. Oktober  | Willy Pfeiffer                            | deutscher HNO-Arzt | 58    |       |
| 2. Oktober  | Richard Eckermann                         | deutscher Paramilitär und Parteifunktionär | 38    |       |
| 2. Oktober  | Johannes Müller                           | deutscher Bildhauer und Maler | 58    |       |
| 2. Oktober  | Karl Schlayer                             | deutscher Internist und Hochschullehrer | 61    |       |
| 2. Oktober  | Bernhard Weise                            | deutscher Architekt und Bauschätzer (Sachverständiger)                                                                                             | 83    |       |
| 3. Oktober  | Baden Baden-Powell                        | britischer Offizier und Pionier der Militärluftfahrt und zeitweilig Präsident der Royal Aeronautical Society                                       | 77    |       |
| 3. Oktober  | Richard von Hertwig                       | deutscher Zoologe | 87    |       |
| 3. Oktober  | Hans Kippenberger                         | deutscher Politiker (KPD), MdHB, MdR | 39    |       |
| 3. Oktober  | Willy Leow                                | deutscher Handwerker und Politiker (KPD), MdR | 50    |       |
| 3. Oktober  | Franz Luttenberger                        | österreichischer Politiker (CS) | 54    |       |
| 3. Oktober  | Heinrich Süßkind                          | kommunistischer Politiker und Journalist | 41    |       |
| 4. Oktober  | Wladimir Alexandrowitsch Jurinez          | sowjetischer Philosoph |       |       |
| 4. Oktober  | Albert Peter                              | deutscher Botaniker | 84    |       |
| 5. Oktober  | Peter Jaeck                               | deutscher Sportwissenschaftler | 42    |       |
| 5. Oktober  | Emanuel Mokelki                           | russlanddeutscher römisch-katholischer Geistlicher und Märtyrer                                                                                    |       |       |
| 5. Oktober  | Jacques Rosenthal                         | deutscher Buchhändler, Antiquar | 83    |       |
| 5. Oktober  | James Alexander Stevenson                 | britischer Bildhauer und Medailleur | 55    |       |
| 5. Oktober  | Joseph Heinrich Peter Vogt                | deutscher Theologe, Bischof von Aachen | 72    |       |
| 6. Oktober  | Ferdinand Sabathil                        | österreichischer Flötist und Komponist | 80    |       |
| 7. Oktober  | Adam Desch                                | deutsch-russischer römisch-katholischer Geistlicher und Märtyrer                                                                                   |       |       |
| 7. Oktober  | Marie Kartsch                             | österreichische Malerin und Autorin | 90    |       |
| 7. Oktober  | Henry McBride                             | US-amerikanischer Politiker | 81    |       |
| 7. Oktober  | Renate Müller                             | deutsche Schauspielerin | 31    |       |
| 7. Oktober  | Karl Spannagel                            | deutscher Historiker | 74    |       |
| 8. Oktober  | Theodor Alt                               | deutscher Maler | 91    |       |
| 8. Oktober  | Tobias Heege                              | Landwirt, Gemeinderat und württembergischer Landtagsabgeordneter                                                                                   | 73    |       |
| 8. Oktober  | Sergei Antonowitsch Klytschkow            | russisch-sowjetischer Schriftsteller | 48    |       |
| 8. Oktober  | Melchior Lechter                          | deutscher Maler | 72    |       |
| 9. Oktober  | George August Alexander Alting von Geusau | niederländischer Offizier und Politiker, Kriegsminister                                                                                            | 73    |       |
| 9. Oktober  | Jean Berlit                               | deutscher Bäderunternehmer | 89    |       |
| 9. Oktober  | August de Boeck                           | belgischer Komponist und Organist | 72    |       |
| 9. Oktober  | Karl Cramer                               | deutscher Orthopäde | 75    |       |
| 9. Oktober  | Michail Konstantinowitsch Diterichs       | russischer General | 63    |       |
| 9. Oktober  | Ernst Ludwig                              | Großherzog von Hessen und bei Rhein (1892–1918) | 68    |       |
| 10. Oktober | Ahmet Refik Altınay                       | türkischer Geschichtswissenschaftler und Osmanist, Journalist, Schriftsteller, Dichter, Geschichtslehrer an der Darülfünun und yüzbaşı (Hauptmann) |       |       |
| 10. Oktober | Walter Gronostay                          | deutscher Filmkomponist | 31    |       |
| 10. Oktober | Émile Legouis                             | französischer Literaturwissenschaftler, Übersetzer und Anglist                                                                                     | 75    |       |
| 10. Oktober | Clara Ruge                                | österreichisch-amerikanische Autorin, Journalistin und Malerin                                                                                     | 81    |       |
| 10. Oktober | William Hunter Workman                    | US-amerikanischer Bergsteiger und Sachbuchautor | 90    |       |
| 11. Oktober | Alceo Dossena                             | italienischer Bildhauer | 59    |       |
| 11. Oktober | Ogden L. Mills                            | US-amerikanischer Geschäftsmann und Politiker (Republikanische Partei)                                                                             | 53    |       |
| 11. Oktober | Sebastian Wieser                          | deutscher römisch-katholischer Geistlicher und Schriftsteller                                                                                      | 58    |       |
| 12. Oktober | William Galbraith                         | kanadischer Leichtathlet | 52    |       |
| 12. Oktober | Friedrich Opitz                           | deutscher Schwerverbrecher | 43    |       |
| 12. Oktober | Georg Wünschmann                          | deutscher Architekt | 69    |       |
| 13. Oktober | Bekir Çoban-zade                          | krimtatarischer Turkologe, Dichter und Schriftsteller                                                                                              | 44    |       |
| 13. Oktober | Iossif Iossifowitsch Fedorowitsch         | russischer Bergbauingenieur | 62    |       |
| 13. Oktober | Pietro Marussig                           | italienischer Maler des Expressionismus und des Novecento                                                                                          | 58    |       |
| 13. Oktober | Kazimierz Nowak                           | polnischer Weltenbummler, Fotograf und Korrespondent                                                                                               | 40    |       |
| 13. Oktober | Paul Pachner                              | österreich-ungarischer Kontreadmiral |       |       |
| 13. Oktober | Simon Fraser Tolmie                       | kanadischer Politiker | 70    |       |
| 13. Oktober | Vəli Xuluflu                              | aserbaidschanisch-sowjetischer Schriftsteller, Literaturwissenschaftler, Orientalist, Philologe und Publizist                                      | 43    |       |
| 14. Oktober | Bernhard Dernburg                         | deutscher Politiker (DDP), MdR und Bankier | 72    |       |
| 14. Oktober | Quirin Kokrda                             | österreichischer Politiker, Stadtrat in Wien | 64    |       |
| 14. Oktober | Jewgeni Iossifowitsch Michalski           | ukrainischer und sowjetischer Autor und Esperantist                                                                                                | 40    |       |
| 14. Oktober | Josef Paul                                | russlanddeutscher römisch-katholischer Geistlicher und Märtyrer                                                                                    |       |       |
| 14. Oktober | Mysterious Billy Smith                    | kanadischer Boxer | 66    |       |
| 15. Oktober | Katherine Bitting                         | US-amerikanische Bakteriologin und Lebensmittelwissenschaftlerin                                                                                   | 68    |       |
| 15. Oktober | Ewgen Gwaladse                            | georgischer Widerstandskämpfer | 37    |       |
| 15. Oktober | Jordan Jowkow                             | bulgarischer Schriftsteller | 56    |       |
| 15. Oktober | James A. Marcus                           | US-amerikanischer Film- und Theaterschauspieler | 70    |       |
| 15. Oktober | William Henry Meadowcroft                 | US-amerikanischer Rechtsanwalt, Autor und langjähriger Sekretär von Thomas Alva Edison                                                             | 84    |       |
| 15. Oktober | René Paresce                              | italienischer Physiker, Maler und Journalist | 51    |       |
| 15. Oktober | Eino Sandelin                             | finnischer Segler | 72    |       |
| 15. Oktober | Georg Scheller                            | preußischer Verwaltungsbeamter | 86    |       |
| 15. Oktober | Arthur Zborzil                            | österreichischer Tennisspieler | 52    |       |
| 16. Oktober | Jean de Brunhoff                          | französischer Kinderbuchautor | 37    |       |
| 16. Oktober | Bill Dijxhoorn                            | niederländischer Fußballfunktionär und -schiedsrichter                                                                                             | 58    |       |
| 16. Oktober | William Sealy Gosset                      | englischer Statistiker | 61    |       |
| 16. Oktober | Juri Fedorowitsch Laptschinski            | sowjetischer kommunistischer Politiker | 50    |       |
| 16. Oktober | Arthur Lewin-Funcke                       | deutscher Bildhauer | 70    |       |
| 16. Oktober | Richard Müller                            | deutscher Fabrikant und Staatsrat im Fürstentum Lippe                                                                                              | 56    |       |
| 16. Oktober | Franz Friedrich Schindler                 | österreichischer Pflanzenbauwissenschaftler | 83    |       |
| 17. Oktober | Ludvig Birkedal-Barfod                    | dänischer Organist und Komponist | 87    |       |
| 17. Oktober | George V. Brown                           | US-amerikanischer Sport- und Eishockeyfunktionär                                                                                                   | 56    |       |
| 17. Oktober | J. Bruce Ismay                            | Direktor der White Star Line | 74    |       |
| 17. Oktober | Frank Morley                              | britischer Mathematiker | 77    |       |
| 17. Oktober | Antônio Parreiras                         | brasilianischer Maler, Zeichner und Illustrator | 77    |       |
| 17. Oktober | Roland Strunk                             | Kriegsreporter der NS-Tageszeitung Völkischer Beobachter und Schriftsteller                                                                        |       |       |
| 18. Oktober | Charles Magnette                          | belgischer Politiker und Senatspräsident | 74    |       |
| 19. Oktober | Hermann Herder                            | deutscher Verleger, Geschäftsleiter der Verlagsgruppe Herder (1888–1937)                                                                           | 73    |       |
| 19. Oktober | Hermann Jacobi                            | deutscher Indologe und Hochschullehrer | 87    |       |
| 19. Oktober | Hermann Kalkoff                           | liberaler Verleger und Parteifunktionär in Kaiserreich und Weimarer Republik                                                                       | 61    |       |
| 19. Oktober | Clotilde Milanollo                        | deutsche Violinistin und Musikpädagogin italienischer Herkunft                                                                                     | 72    |       |
| 19. Oktober | Ernest Rutherford                         | neuseeländischer Atomphysiker, Nobelpreisträger für Chemie                                                                                         | 66    |       |
| 19. Oktober | Wilhelm Schellberg                        | deutscher Literaturwissenschaftler und Verwaltungsbeamter                                                                                          | 57    |       |
| 20. Oktober | Emmerich Ebenführer                       | österreichischer Heimatforscher | 80    |       |
| 20. Oktober | William Elliott Gonzales                  | US-amerikanischer Zeitungsredakteur und Diplomat                                                                                                   | 71    |       |
| 20. Oktober | Carl von Halfern                          | Regierungsbeamter und Politiker der Deutschen Volkspartei                                                                                          | 64    |       |
| 20. Oktober | Alexander Hoyos                           | österreichisch-ungarischer Diplomat | 61    |       |
| 20. Oktober | Hermann Hüllmann                          | deutscher Schiffbauingenieur | 76    |       |
| 20. Oktober | Franciszek Lilpop                         | polnischer Architekt | 66    |       |
| 21. Oktober | Maximilian Beyer                          | deutscher römisch-katholischer Geistlicher | 65    |       |
| 21. Oktober | Eugen Kalmár                              | ungarischer Ethnograph, Afrikaforscher, Sammler | 63    |       |
| 21. Oktober | Hermann Lindt                             | Schweizer Politiker (BGB) | 65    |       |
| 21. Oktober | Franz Zink                                | deutscher Geschäftsführer und Politiker (SPD, USPD), MdL                                                                                           | 70    |       |
| 22. Oktober | Ernst Brandi                              | deutscher Bergbau-Ingenieur, Industrie-Manager und Verbandspolitiker des Ruhrbergbaus                                                              | 62    |       |
| 22. Oktober | Frank Damrosch                            | deutsch-amerikanischer Dirigent und Musikerzieher                                                                                                  | 78    |       |
| 22. Oktober | Martin Gamma                              | Schweizer Politiker (FDP) | 81    |       |
| 22. Oktober | Nakahara Chūya                            | japanischer Lyriker | 30    |       |
| 22. Oktober | Gerhard Weißgerber                        | deutscher Schachspieler | 32    |       |
| 23. Oktober | Carl Geppert                              | böhmisch-österreichischer Film- und Bühnenschauspieler sowie Sänger und Filmproduzent                                                              | 54    |       |
| 23. Oktober | Sam Ealy Johnson                          | US-amerikanischer Politiker, Farmer und Vater des Präsidenten Lyndon B. Johnson                                                                    | 60    |       |
| 23. Oktober | John J. Kindred                           | US-amerikanischer Arzt, Jurist und Politiker | 73    |       |
| 23. Oktober | Mychajlo Semenko                          | ukrainischer Schriftsteller | 44    |       |
| 23. Oktober | Simeon von Warna und Preslaw              | bulgarischer Geistlicher, Metropolit von Warna und Preslaw der bulgarisch-orthodoxen Kirche                                                        | 97    |       |
| 24. Oktober | Joseph Choquard                           | Schweizer Unternehmer und Politiker | 82    |       |
| 24. Oktober | Georg Domizlaff                           | Präsident der Oberpostdirektion Leipzig | 83    |       |
| 24. Oktober | Joseph Isherwood                          | britischer Schiffbauingenieur | 67    |       |
| 24. Oktober | Ferdinand Küchler                         | deutscher Komponist | 70    |       |
| 24. Oktober | Sigismund Righini                         | Schweizer Kunstmaler und Kunstpolitiker | 67    |       |
| 25. Oktober | Willi Boltze                              | deutscher Mittel- und Langstreckenläufer | 33    |       |
| 25. Oktober | Nikolai Alexejewitsch Kljujew             | russischer Schriftsteller | 53    |       |
| 25. Oktober | Albert Schramm                            | deutscher Buchwissenschaftler | 57    |       |
| 25. Oktober | Johannes Severin                          | deutscher Generalleutnant der Reichswehr | 67    |       |
| 25. Oktober | Hélie de Talleyrand-Périgord              | französischer Adliger | 78    |       |
| 25. Oktober | Sergei Michailowitsch Wolkonski           | estnischer Musik- und Theaterpädagoge | 77    |       |
| 26. Oktober | Avedis Bedros XIV. Arpiarian              | Patriarch von Kilikien der Armenisch-katholischen Kirche                                                                                           | 81    |       |
| 26. Oktober | Józef Dowbor-Muśnicki                     | polnischer General | 70    |       |
| 26. Oktober | Samuel Ehrhart                            | US-amerikanischer Cartoonist und Illustrator |       |       |
| 26. Oktober | Arthur Johlige                            | deutscher Architekt | 80    |       |
| 26. Oktober | Leo Sternberg                             | deutscher Schriftsteller und Poet | 61    |       |
| 26. Oktober | Ueda Kazutoshi                            | japanischer Linguist | 70    |       |
| 27. Oktober | Friedrich Ahlborn                         | deutscher Zoologe und Strömungsforscher | 79    |       |
| 27. Oktober | Bernhard Eggers                           | deutscher Politiker (NSDAP) | 55    |       |
| 27. Oktober | Ernest Karlowitsch Dresen                 | lettisch-russischer und sowjetischer Interlinguist, Autor und Esperantist                                                                          | 44    |       |
| 27. Oktober | Majk Johansen                             | ukrainischer Schriftsteller | 41    |       |
| 27. Oktober | Abdul Karim Khan                          | klassischer indischer Sänger | 64    |       |
| 28. Oktober | Franz Hönig                               | Kupferschmied, Unternehmer und Mundartdichter | 70    |       |
| 29. Oktober | Percy Almstedt                            | schwedischer Segler | 48    |       |
| 29. Oktober | Ales Dudar                                | weißrussischer Schriftsteller, Übersetzer und Kritiker                                                                                             | 32    |       |
| 29. Oktober | Élie Faure                                | französischer Kunsthistoriker und Essayist | 64    |       |
| 29. Oktober | Robert P. Hill                            | US-amerikanischer Politiker | 63    |       |
| 29. Oktober | Hans Christian Jacobaeus                  | schwedischer Gynäkologe, Geburtshelfer und Reproduktionsmediziner                                                                                  | 58    |       |
| 29. Oktober | Sergei Lwowitsch Sedow                    | jüngster Sohn von Leo Trotzki und Natalja Sedowa                                                                                                   | 29    |       |
| 29. Oktober | Karl Streitmann                           | österreichischer Opernsänger | 84    |       |
| 29. Oktober | Benno Wulfsohn                            | deutscher Maler und Grafiker | 54    |       |
| 30. Oktober | Iwan Alexejewitsch Akulow                 | sowjetischer Politiker | 49    |       |
| 30. Oktober | Mendel Markowitsch Chatajewitsch          | sowjetischer Parteifunktionär |       |       |
| 30. Oktober | Bruce Crane                               | US-amerikanischer Landschaftsmaler des Tonalismus                                                                                                  | 81    |       |
| 30. Oktober | Abel Jenukidse                            | sowjetischer Politiker | 60    |       |
| 30. Oktober | Iwan Fjodorowitsch Kodazki                | sowjetischer Parteifunktionär und Staatsmann | 44    |       |
| 30. Oktober | Felix von Kraus                           | österreichischer Sänger und Hochschullehrer | 67    |       |
| 30. Oktober | István Miklósy                            | ungarischer Bischof | 80    |       |
| 30. Oktober | Wladimir Pawlowitsch Miljutin             | russisch-sowjetischer Revolutionär und Ökonom | 52    |       |
| 30. Oktober | Adolf Plathner                            | deutscher Jurist, Kommunalbeamter und Senator, Herausgeber und Leiter des Wohnungsamtes der Stadt Hannover                                         | 75    |       |
| 30. Oktober | Wladimir Iwanowitsch Polonski             | sowjetischer Politiker und Gewerkschafter | 44    |       |
| 30. Oktober | Christian Rambacher                       | deutscher Politiker (Völkischer Block) | 67    |       |
| 30. Oktober | Theodor Schmid                            | österreichischer Mathematiker | 77    |       |
| 30. Oktober | Pēteris Struppe                           | lettischer Kommunist und sowjetischer Staatsmann                                                                                                   | 48    |       |
| 30. Oktober | Michail Semjonowitsch Tschudow            | sowjetischer Staatsmann und Funktionär der KPdSU                                                                                                   | 44    |       |
| 31. Oktober | Marie Böttner                             | deutsche Pädagogin und Frauenrechtlerin | 79    |       |
| 31. Oktober | Hans Knorr                                | deutscher Jurist und Kommunalpolitiker (BVP) | 45    |       |
| 31. Oktober | Jenny Montigny                            | belgische Malerin | 61    |       |
| 31. Oktober | Karl Nolan                                | deutscher Widerstandskämpfer in der Zeit des Nationalsozialismus                                                                                   | 46    |       |
| 31. Oktober | Gustav-Adolf Sjöberg                      | schwedischer Sportschütze | 72    |       |
| 31. Oktober | Mike Twin Sullivan                        | US-amerikanischer Boxer irischer Abstammung, Weltmeister im Weltergewicht.                                                                         | 59    |       |
|             | Iver Lawson                               | US-amerikanischer Radrennfahrer | 58    |       |
|             | Erich Ziemer                              | deutscher Kommunist |       |       |

## November
| Tag          | Name                                 | Beruf, bekannt als | Alter | Beleg |
| ------------ | ------------------------------------ | --- | ----- | ----- |
| 1. November  | Arthur von Lindequist                | deutscher Offizier, zuletzt Generalleutnant im Ersten Weltkrieg                                                            | 82    |       |
| 1. November  | Alexander Dornhof                    | wolgadeutscher katholischer Martyrer und Opfer des Stalinismus                                                             |       |       |
| 1. November  | Franz Rau                            | russlanddeutscher römisch-katholischer Geistlicher und Märtyrer                                                            |       |       |
| 1. November  | Ziriak Reichert                      | russlanddeutscher römisch-katholischer Geistlicher und Märtyrer                                                            | 67    |       |
| 1. November  | Otto von Steinmeister                | Landrat, Regierungspräsident                                                                                               | 77    |       |
| 2. November  | Leonardo Bazzaro                     | italienischer Maler | 83    |       |
| 2. November  | Franz Fuhse                          | deutscher Kunsthistoriker, Konservator und Museumsleiter                                                                   | 71    |       |
| 2. November  | Waldemar Jochelson                   | russischer Anthropologe | 82    |       |
| 2. November  | Jakiw Sawtschenko                    | ukrainischer Schriftsteller                                                                                                | 47    |       |
| 2. November  | Arthur J. West                       | britischer Eisenbahningenieur                                                                                              |       |       |
| 3. November  | Adam Bellendir                       | deutsch-russischer römisch-katholischer Geistlicher und Märtyrer                                                           |       |       |
| 3. November  | Petro Demtschuk                      | ukrainisch-sowjetischer Philosoph                                                                                          | 37    |       |
| 3. November  | Richard Edgcumbe                     | britischer Höfling und Schriftsteller                                                                                      | 94    |       |
| 3. November  | Hryhorij Epik                        | ukrainischer Schriftsteller                                                                                                | 36    |       |
| 3. November  | Pawlo Fylypowytsch                   | ukrainischer Schriftsteller                                                                                                | 46    |       |
| 3. November  | Myroslaw Irtschan                    | ukrainischer Schriftsteller                                                                                                | 40    |       |
| 3. November  | Mykola Kulisch                       | ukrainischer Dramatiker | 44    |       |
| 3. November  | Les Kurbas                           | ukrainischer Regisseur und Schauspieler                                                                                    | 50    |       |
| 3. November  | Mychajlo Losynskyj                   | ukrainischer Politiker, Schriftsteller, Übersetzer, Biograf, Literatur- und Theaterkritiker                                | 57    |       |
| 3. November  | Walerjan Pidmohylnyj                 | ukrainischer Schriftsteller                                                                                                | 36    |       |
| 3. November  | Walerjan Polischtschuk               | ukrainischer Schriftsteller, Literaturkritiker und -theoretiker                                                            | 40    |       |
| 3. November  | Mychajlo Polos                       | ukrainischer Politiker | 45    |       |
| 3. November  | Stepan Rudnyzkyj                     | ukrainischer Geograph und Kartograf                                                                                        | 59    |       |
| 3. November  | Mykola Serow                         | ukrainischer Altphilologe, Übersetzer und Dichter                                                                          | 47    |       |
| 3. November  | Wolodymyr Tschechiwskyj              | ukrainischer Politiker und Kirchenmann                                                                                     | 61    |       |
| 3. November  | Alexei Feodossjewitsch Wangenheim    | russischer Meteorologe | 56    |       |
| 3. November  | Peter Weigel                         | russlanddeutscher römisch-katholischer Geistlicher und Märtyrer                                                            |       |       |
| 3. November  | Michael Wolf                         | russlanddeutscher römisch-katholischer Geistlicher und Märtyrer                                                            |       |       |
| 3. November  | Marko Woronyj                        | ukrainischer Schriftsteller und Übersetzer                                                                                 | 33    |       |
| 4. November  | Hugh Breckenridge                    | US-amerikanischer Maler | 67    |       |
| 4. November  | Gustav Gaertner                      | österreichischer Arzt und Pathologe                                                                                        | 82    |       |
| 4. November  | Emil Hassler                         | Schweizer Arzt, Naturforscher und Botaniker                                                                                | 73    |       |
| 4. November  | August Hegler                        | deutscher Jurist, Hochschullehrer und Kanzler an der Universität Tübingen                                                  | 64    |       |
| 4. November  | Jenny Korb                           | österreichische Opernsängerin                                                                                              | 68    |       |
| 4. November  | Adolf Rembte                         | deutscher Kommunist und Opfer der NS-Justiz                                                                                | 35    |       |
| 4. November  | Robert Stamm                         | deutscher Politiker (KPD), MdR, Opfer des NS-Regimes                                                                       | 37    |       |
| 5. November  | Paul Dietrich                        | deutscher Politiker (KPD), MdR                                                                                             | 47    |       |
| 5. November  | Samuel Glesel                        | deutscher Journalist und Schriftsteller                                                                                    | 27    |       |
| 5. November  | Felix Halle                          | deutscher Jurist | 53    |       |
| 5. November  | Kinoshita Naoe                       | japanischer Schriftsteller und Journalist                                                                                  | 68    |       |
| 5. November  | Bolesław Leśmian                     | polnischer Lyriker | 60    |       |
| 5. November  | Jack McAuliffe                       | irisch-amerikanischer Boxer                                                                                                | 71    |       |
| 5. November  | Josef Rovenský                       | tschechischer Schauspieler, Drehbuchautor und Regisseur                                                                    | 43    |       |
| 5. November  | Heinz Rutha                          | sudetendeutscher Politiker                                                                                                 | 40    |       |
| 5. November  | Paul Gerhart Vowe                    | deutscher Maler | 63    |       |
| 5. November  | Iwan Jefimowitsch Woronajew          | russischer Geistlicher | 52    |       |
| 6. November  | Johnston Forbes-Robertson            | britischer Theaterschauspieler                                                                                             | 84    |       |
| 7. November  | Francis Patrick Garvan               | US-amerikanischer Jurist und langjähriger Präsident der Chemical Foundation                                                | 62    |       |
| 7. November  | Rudolf Jürgens                       | deutscher Mathematiker, Physiker und Hochschullehrer                                                                       | 37    |       |
| 7. November  | Nils Larsen                          | norwegischer Pianist, Klavierkomponist und Musikpädagoge                                                                   | 49    |       |
| 8. November  | Francis de Croisset                  | belgisch-französischer Dichter und Schriftsteller                                                                          | 60    |       |
| 8. November  | Karl Kuolt                           | deutscher Bildhauer | 58    |       |
| 8. November  | Gottfried Emanuel Michel             | deutscher Jurist und sächsischer Staatsbeamter                                                                             | 74    |       |
| 8. November  | Victor-Constant Michel               | französischer Offizier | 87    |       |
| 8. November  | Wilhelm von Wymetal                  | österreichischer Schauspieler und Regisseur                                                                                | 73    |       |
| 9. November  | Ramsay MacDonald                     | britischer Politiker und zweimal Premierminister des Vereinigten Königreichs                                               | 71    |       |
| 9. November  | Fritz Schnürle                       | deutscher Fußballspieler                                                                                                   | 39    |       |
| 9. November  | Nasir Tjurjakulowitsch Tjurjakulow   | sowjetischer Diplomat |       |       |
| 9. November  | Ludwig von Tutschek                  | deutscher Offizier und Kommandeur des Deutschen Alpenkorps                                                                 | 73    |       |
| 10. November | Nikolai Petrowitsch Batalow          | russischer Schauspieler | 37    |       |
| 10. November | William J. Graham                    | US-amerikanischer Jurist und Politiker                                                                                     | 65    |       |
| 10. November | Edward Leamington Nichols            | US-amerikanischer Physiker                                                                                                 | 83    |       |
| 10. November | Leo Roth                             | deutscher Agent der KPD | 26    |       |
| 10. November | Franz Schmid                         | deutscher Politiker (NSDAP), MdL, MdR                                                                                      | 42    |       |
| 10. November | Lew Wassiljewitsch Schubnikow        | russischer Physiker | 36    |       |
| 11. November | Felice Carena                        | italienischer Komponist | 52    |       |
| 11. November | Jerzy Gablenz                        | polnischer Komponist | 49    |       |
| 11. November | Miguel Paz Barahona                  | Präsident von Honduras (1925–1929)                                                                                         | 73    |       |
| 11. November | Uryū Sotokichi                       | japanischer Admiral | 80    |       |
| 11. November | Helen Thornycroft                    | britische Malerin |       |       |
| 12. November | Franz Lenze                          | deutscher Ingenieur, Industriemanager und Pionier der Ferngasversorgung                                                    | 59    |       |
| 12. November | Atlee Pomerene                       | US-amerikanischer Politiker                                                                                                | 73    |       |
| 12. November | Curt von Wangenheim                  | preußischer Offizier und Träger des Pour-le-Mérites                                                                        | 75    |       |
| 13. November | Otto Liederley                       | deutscher Politiker, Oberbürgermeister von Düsseldorf (1937)                                                               | 38    |       |
| 13. November | Max Mohr                             | deutscher Arzt, Dramatiker und Erzähler                                                                                    | 46    |       |
| 14. November | Carl Duxa                            | österreichischer Maler | 66    |       |
| 14. November | Manfred Horowitz                     | deutscher Jurist und Politiker (SPD), MdHB                                                                                 | 57    |       |
| 14. November | Wilhelm Lenschow                     | deutscher Architekt | 59    |       |
| 15. November | Heinrich Eugen Abt                   | Schweizer Politiker | 83    |       |
| 15. November | Karl Baur                            | badischer Verwaltungsbeamter                                                                                               | 71    |       |
| 15. November | Gleb Iwanowitsch Boki                | russischer Revolutionär | 58    |       |
| 15. November | Fanny Borschitzky                    | österreichische Lehrerin und Publizistin                                                                                   | 84    |       |
| 15. November | Alexander Dobrschanski               | russischer Sportschütze | 64    |       |
| 15. November | Eero Järnefelt                       | finnischer Maler des Realismus                                                                                             | 74    |       |
| 15. November | Guido Looser                         | Schweizer Schriftsteller                                                                                                   | 45    |       |
| 15. November | Seyit Rıza                           | türkisch-kurdischer Stammesführer                                                                                          |       |       |
| 15. November | Gisleno Veneri                       | römisch-katholischer Erzbischof                                                                                            | 93    |       |
| 16. November | Franz Blaskovics                     | deutscher Politiker und Geistlicher der Volksgruppe der Banater Schwaben                                                   | 73    |       |
| 16. November | Cecilia von Griechenland             | Prinzessin von Griechenland und Dänemark                                                                                   | 26    |       |
| 16. November | Georg Donatus von Hessen-Darmstadt   | deutscher Adeliger, Oberhaupt des Hauses Hessen-Darmstadt                                                                  | 31    |       |
| 16. November | Otto Kroy                            | österreichischer Politiker und Eisenbahnbeamter                                                                            | 63    |       |
| 16. November | Ferdinand Leeke                      | deutscher Maler | 78    |       |
| 16. November | Arthur Martens                       | deutscher Segelflugpionier und Ingenieur                                                                                   | 40    |       |
| 16. November | Ludwig Plate                         | deutscher Zoologe und Sozialdarwinist                                                                                      | 75    |       |
| 16. November | Eleonore zu Solms-Hohensolms-Lich    | deutsche Adlige, letzte Großherzogin von Hessen-Darmstadt                                                                  | 66    |       |
| 16. November | Gustav Speth                         | russischer Philosoph, Psychologe und Übersetzer mit deutschen Wurzeln                                                      | 58    |       |
| 17. November | Friedrich Klockmann                  | deutscher Mineraloge | 79    |       |
| 17. November | Fritz Roessler                       | deutscher Industrieller | 67    |       |
| 18. November | Arnold Terijõe                       | estnischer Schriftsteller                                                                                                  | 35    |       |
| 19. November | Julia Willmothe Henshaw              | kanadische Autorin und Botanikerin                                                                                         | 68    |       |
| 19. November | Ernst Sarfert                        | deutscher Ethnologe und Forschungsreisender                                                                                | 55    |       |
| 20. November | Carl Dichmann                        | deutsch-baltischer Eisenverhüttungsexperte                                                                                 | 78    |       |
| 20. November | Harold Hackett                       | US-amerikanischer Tennisspieler                                                                                            | 59    |       |
| 20. November | Arthur Ware Slocom                   | US-amerikanischer Paläontologe und Kurator                                                                                 | 77    |       |
| 21. November | Meliton Balantschiwadse              | georgischer Komponist und Volksliedsammler                                                                                 | 74    |       |
| 21. November | Henri Cain                           | französischer Maler und Librettist                                                                                         | 80    |       |
| 21. November | Adolf Franke                         | preußischer Offizier, zuletzt General der Artillerie                                                                       | 85    |       |
| 21. November | Hubert H. Peavey                     | US-amerikanischer Politiker                                                                                                | 56    |       |
| 21. November | Adrian Iwanowitsch Piotrowski        | russisch-sowjetischer Dramaturg, Übersetzer, Philologe und Dramatiker, Literatur- und Theaterkritiker, sowie Drehbuchautor | 39    |       |
| 22. November | Philip Alexius de László             | britischer Porträtmaler | 68    |       |
| 22. November | Hans Scupin                          | deutscher Geologe | 68    |       |
| 22. November | Heinrich Straumer                    | deutscher Architekt | 60    |       |
| 23. November | Jagadish Chandra Bose                | indischer Physiker und Botaniker                                                                                           | 78    |       |
| 23. November | George Albert Boulenger              | britischer Zoologe und Ichthyologe                                                                                         | 79    |       |
| 23. November | Aloys Fischer                        | deutscher Pädagoge | 57    |       |
| 23. November | Samuel J. Nicholls                   | US-amerikanischer Politiker                                                                                                | 52    |       |
| 23. November | Horace Mann Towner                   | US-amerikanischer Politiker                                                                                                | 82    |       |
| 24. November | Albert S. Burleson                   | US-amerikanischer Politiker                                                                                                | 74    |       |
| 25. November | Alexander Lasarewitsch Abramow-Mirow | sowjetischer Komintern- und Geheimdienstfunktionär                                                                         | 42    |       |
| 25. November | Lilian Baylis                        | englische Theaterleiterin                                                                                                  | 63    |       |
| 25. November | Carl Frühling                        | österreichischer Komponist und Pianist                                                                                     | 68    |       |
| 25. November | Ludwig Gernhardt                     | deutscher Historiker und Autor                                                                                             |       |       |
| 25. November | Mykola Iwasjuk                       | ukrainischer Maler und Grafiker                                                                                            | 72    |       |
| 25. November | Alessandro Padoa                     | italienischer Logiker und Mathematiker                                                                                     | 69    |       |
| 25. November | Emmanuel Quiring                     | sowjetischer Politiker deutscher Herkunft                                                                                  | 49    |       |
| 25. November | Max Worgitzki                        | deutscher Politiker, Schriftsteller und Gründer des Allensteiner Theaters                                                  | 53    |       |
| 26. November | Jakub Ganezki                        | russisch-sowjetischer Revolutionär und Weggefährte Lenins                                                                  | 58    |       |
| 26. November | Peldschidiin Genden                  | mongolischer Revolutionär und Staatsführer                                                                                 |       |       |
| 26. November | Heinz Neumann                        | deutscher Politiker (KPD), MdR und Journalist                                                                              | 35    |       |
| 26. November | Ottilie Roederstein                  | deutsch-schweizerische Malerin                                                                                             | 78    |       |
| 27. November | Wsewolod Balyzkyj                    | ukrainisch-sowjetischer Revolutionär, Politiker und Geheimdienstchef                                                       | 45    |       |
| 27. November | Wilhelmine Eichler                   | deutsche Politikerin (SPD, KPD), MdR                                                                                       | 65    |       |
| 27. November | Felix Hamrin                         | schwedischer Politiker und Ministerpräsident                                                                               | 62    |       |
| 27. November | Moissei Iossifowitsch Kalmanowitsch  | sowjetischer Politiker |       |       |
| 27. November | Wassyl Lypkiwskyj                    | ukrainischer Metropolit | 73    |       |
| 27. November | Richard Perrey                       | deutscher Architekt und kommunaler Baubeamter                                                                              | 71    |       |
| 27. November | Isaak Iljitsch Rubin                 | russischer Ökonom | 51    |       |
| 27. November | Daniil Jegorowitsch Sulimow          | sowjetischer Parteifunktionär und Staatsmann                                                                               | 45    |       |
| 27. November | Jeghische Tscharenz                  | armenischer Dichter | 40    |       |
| 27. November | Wilhelm Weinberg                     | deutscher Arzt, Vererbungsforscher, Genealoge                                                                              | 74    |       |
| 28. November | Magnús Guðmundsson                   | isländischer Politiker sowie Justiz-, Finanz- und Premierminister Islands                                                  | 58    |       |
| 28. November | Pavlos Nirvanas                      | griechischer Schriftsteller                                                                                                |       |       |
| 29. November | Erich Pfalzgraf                      | deutscher evangelischer Theologe und Prediger                                                                              | 58    |       |
| 29. November | Emmy von Winterfeld-Warnow           | deutsche Novellistin | 76    |       |
| 30. November | Hans Baur                            | Schweizer reformierter Pfarrer                                                                                             | 67    |       |
| 30. November | Harry Graf Kessler                   | deutscher Literat, Publizist, Diplomat und Pazifist                                                                        | 69    |       |
| 30. November | James Oscar McKinsey                 | US-amerikanischer Unternehmensberater                                                                                      | 48    |       |
| 30. November | Maksymilian Rose                     | polnischer Neurologe und Psychiater                                                                                        | 54    |       |
| 30. November | Sophus Torup                         | dänisch-norwegischer Physiologe                                                                                            | 76    |       |

## Dezember
| Tag          | Name                                   | Beruf, bekannt als                                                                                        | Alter | Beleg |
| ------------ | -------------------------------------- | --- | ----- | ----- |
| 1. Dezember  | Sophie Gräfin Attems-Heiligenkreuz     | österreichische Schriftstellerin                                                                          | 75    |       |
| 1. Dezember  | Hassan Modarres                        | iranischer Geistlicher                                                                                    |       |       |
| 2. Dezember  | Ecaterina Arbore                       | rumänisch-sowjetische Medizinerin, Schriftstellerin und Politikerin                                       | 62    |       |
| 2. Dezember  | Josep Comas i Solà                     | katalanischer Astronom                                                                                    | 68    |       |
| 2. Dezember  | René Doumic                            | französischer Literaturhistoriker und -kritiker                                                           | 77    |       |
| 2. Dezember  | Pius Köhlmeier                         | österreichischer Politiker (CSP), Landtagsabgeordneter zum Vorarlberger Landtag                           | 60    |       |
| 2. Dezember  | Joe Smith                              | US-amerikanischer Jazz-Trompeter                                                                          | 35    |       |
| 2. Dezember  | Berta Zimmermann                       | Schweizer Komintern-Mitarbeiterin                                                                         | 35    |       |
| 3. Dezember  | Ida Dalser                             | erste Ehefrau des italienischen Diktators Benito Mussolini und Mutter des gemeinsamen Sohns Benito Albino | 57    |       |
| 3. Dezember  | Attila József                          | ungarischer Lyriker                                                                                       | 32    |       |
| 3. Dezember  | Werner Körte                           | deutscher Chirurg                                                                                         | 84    |       |
| 3. Dezember  | Johann Josef Mertel                    | österreichischer Orgelbauer                                                                               | 64    |       |
| 3. Dezember  | William Propsting                      | australischer Politiker                                                                                   | 76    |       |
| 4. Dezember  | Wilbur L. Adams                        | US-amerikanischer Politiker                                                                               | 53    |       |
| 4. Dezember  | Elín Briem                             | isländische Lehrerin und Autorin                                                                          | 81    |       |
| 4. Dezember  | Ralph Lewis                            | US-amerikanischer Schauspieler                                                                            | 65    |       |
| 4. Dezember  | Erich Lexer                            | deutscher Chirurg und Hochschullehrer                                                                     | 70    |       |
| 4. Dezember  | Verena Rodewald                        | deutsche Frauenrechtlerin und Politikerin (DVP), MdBB                                                     | 71    |       |
| 5. Dezember  | Hōjō Tamio                             | japanischer Schriftsteller                                                                                | 23    |       |
| 5. Dezember  | Johann Innerhofer                      | österreichischer Gastwirt und Fremdenverkehrspionier                                                      | 100   |       |
| 5. Dezember  | Alphonse Mingana                       | irakischer Theologe                                                                                       |       |       |
| 5. Dezember  | Alois Ocks                             | russlanddeutscher römisch-katholischer Geistlicher und Märtyrer                                           |       |       |
| 5. Dezember  | Axel Ripke                             | deutscher Journalist und Politiker (DVP, NSDAP)                                                           | 57    |       |
| 5. Dezember  | Ludwig Schuon                          | deutscher Manager der chemischen Industrie                                                                | 66    |       |
| 5. Dezember  | Gustave Verbeek                        | japanisch-niederländischer Zeitungsillustrator                                                            |       |       |
| 6. Dezember  | Joseph August Beringer                 | deutscher Kunsthistoriker                                                                                 | 75    |       |
| 6. Dezember  | Francis Cadell                         | britischer Maler                                                                                          | 54    |       |
| 6. Dezember  | Florence Griswold                      | US-amerikanische Lehrerin                                                                                 | 86    |       |
| 6. Dezember  | Sone Tatsuzō                           | japanischer Architekt                                                                                     | 85    |       |
| 7. Dezember  | Johann Christian Eberle                | deutscher Politiker und Sparkassen-Funktionär                                                             | 68    |       |
| 7. Dezember  | Gustav Schaumann                       | deutscher Architekt                                                                                       | 75    |       |
| 7. Dezember  | Illarion Alexandrowitsch Iwanow-Schitz | russischer Architekt                                                                                      | 72    |       |
| 8. Dezember  | Franz Ahrens                           | deutscher Industriebauarchitekt                                                                           | 79    |       |
| 8. Dezember  | Peter Eisenkrein                       | deutsch-russischer römisch-katholischer Geistlicher und Märtyrer                                          |       |       |
| 8. Dezember  | Ludwig Erck                            | deutsch-russischer römisch-katholischer Geistlicher und Märtyrer                                          | 41    |       |
| 8. Dezember  | Martin Fix                             | deutsch-russischer römisch-katholischer Geistlicher und Märtyrer                                          |       |       |
| 8. Dezember  | Pawel Alexandrowitsch Florenski        | russischer Religionsphilosoph, Theologe, Mathematiker und Kunstwissenschaftler                            | 55    |       |
| 8. Dezember  | Patrik Haglund                         | schwedischer Chirurg und Orthopäde                                                                        | 67    |       |
| 8. Dezember  | Hans Molisch                           | österreichischer Botaniker                                                                                | 81    |       |
| 8. Dezember  | Hans Schiff                            | deutscher Kommunist und deutsch-sowjetischer Journalist                                                   | 41    |       |
| 8. Dezember  | Paul Schreier                          | deutscher Politiker                                                                                       | 57    |       |
| 8. Dezember  | Friedrich Suckow                       | deutscher Geodät, Geh. Finanzrat, Ministerialrat, Honorar-Professor des Vermessungswesen                  | 67    |       |
| 9. Dezember  | Antun Bauer                            | Erzbischof in Zagreb                                                                                      | 81    |       |
| 9. Dezember  | Gustaf Dalén                           | schwedischer Physiker und Nobelpreisträger der Physik 1912                                                | 68    |       |
| 10. Dezember | Augustin Reed Humphrey                 | US-amerikanischer Politiker                                                                               | 78    |       |
| 10. Dezember | Labori Gilelewitsch Kalmanson          | sowjetischer Schriftsteller und Literaturkritiker                                                         |       |       |
| 10. Dezember | Harry Leslie                           | US-amerikanischer Politiker                                                                               | 59    |       |
| 10. Dezember | Ernst Lissauer                         | deutscher Lyriker, Dramatiker und Publizist                                                               | 55    |       |
| 10. Dezember | Rosa Valetti                           | deutsche Schauspielerin und Kabarettistin                                                                 | 61    |       |
| 11. Dezember | Jaan Anvelt                            | estnischer Kommunist und Schriftsteller                                                                   | 53    |       |
| 11. Dezember | Eduard Biermann                        | deutscher Nationalökonom und lehrte an den Universitäten Leipzig, Greifswald und Frankfurt am Main        | 59    |       |
| 11. Dezember | Gaik Bschischkjan                      | sowjetischer Kommandeur im Russischen Bürgerkrieg und im Polnisch-Sowjetischen Krieg                      | 50    |       |
| 11. Dezember | Johann Jenny                           | Schweizer Politiker (FDP, BGB)                                                                            | 80    |       |
| 11. Dezember | Francis Vielé-Griffin                  | französischer Schriftsteller US-amerikanischer Herkunft                                                   | 73    |       |
| 11. Dezember | Eduard von Westhoven                   | deutscher Offizier, zuletzt Generalmajor                                                                  | 64    |       |
| 12. Dezember | Alfred Abel                            | deutscher Schauspieler                                                                                    | 58    |       |
| 12. Dezember | Louis Artaud                           | französischer Politiker                                                                                   | 85    |       |
| 12. Dezember | Willi Dansauer                         | deutscher Nationalsozialist und SS-Führer                                                                 | 30    |       |
| 12. Dezember | Elizabeth Glendower Evans              | US-amerikanische Gesellschaftsreformerin                                                                  | 81    |       |
| 12. Dezember | Curt Liebich                           | deutscher Maler                                                                                           | 69    |       |
| 12. Dezember | Walter zur Nieden                      | preußischer Landrat                                                                                       | 67    |       |
| 12. Dezember | Walter Prinzl                          | österreichischer Künstler                                                                                 | 46    |       |
| 12. Dezember | Chippy Simmons                         | englischer Fußballspieler                                                                                 | 59    |       |
| 13. Dezember | Josef Hauthaler                        | österreichischer Politiker                                                                                | 47    |       |
| 13. Dezember | Pietro Kojunian                        | Bischof der armenisch-katholischen Kirche                                                                 | 80    |       |
| 13. Dezember | Hans Winter                            | österreichischer Politiker und Arzt                                                                       | 87    |       |
| 14. Dezember | Walter Bernheimer                      | österreichischer Astronom                                                                                 | 45    |       |
| 14. Dezember | Gustav Willscher                       | österreichisch-schlesischer Heimatdichter und Komponist                                                   | 55    |       |
| 14. Dezember | Yamamoto Teijirō                       | japanischer Agronom, Parlamentarier und Minister                                                          | 67    |       |
| 15. Dezember | Gustav Burchard                        | deutscher Schauspieler, Schriftsteller, Regisseur und Intendant                                           | 78    |       |
| 15. Dezember | George Donaghey                        | US-amerikanischer Politiker, Gouverneur von Arkansas                                                      | 81    |       |
| 15. Dezember | Adele Hartmann                         | deutsche Ärztin und die erste habilitierte Frau im Deutschen Reich                                        | 56    |       |
| 15. Dezember | Charles Emory Patton                   | US-amerikanischer Politiker                                                                               | 78    |       |
| 16. Dezember | Theodore Cole                          | US-amerikanischer Krimineller                                                                             | 24    |       |
| 16. Dezember | Eugen Nägele                           | deutscher Naturkundler                                                                                    | 81    |       |
| 16. Dezember | George Henry Falkiner Nuttall          | britischer Biologe                                                                                        | 75    |       |
| 16. Dezember | Glyn Warren Philpot                    | englischer Maler                                                                                          | 53    |       |
| 16. Dezember | Alexander Matwejewitsch Schitomirski   | russischer Komponist und Hochschullehrer für Komposition                                                  | 56    |       |
| 16. Dezember | Justus Thiersch                        | deutscher Chirurg und Autor                                                                               | 78    |       |
| 16. Dezember | Hermann Weber                          | deutscher Parteifunktionär (SPD, KPD) und Politiker                                                       | 49    |       |
| 17. Dezember | Forrest Lamont                         | kanadischer Sänger und Musikpädagoge                                                                      | 56    |       |
| 17. Dezember | Ralph Roe                              | US-amerikanischer Krimineller                                                                             |       |       |
| 17. Dezember | Alfons Stauder                         | deutscher Mediziner und Ärzteschaftsfunktionär                                                            | 59    |       |
| 17. Dezember | Fritz Waldschmidt                      | deutscher Landrat                                                                                         | 75    |       |
| 18. Dezember | Henri Berguer                          | Schweizer evangelischer Geistlicher                                                                       | 83    |       |
| 18. Dezember | Christopher Jones                      | britischer Wasserballspieler                                                                              | 51    |       |
| 18. Dezember | Albert von Kersten                     | österreichischer Schauspieler                                                                             | 47    |       |
| 18. Dezember | Richard Wienstein                      | deutscher Beamter                                                                                         | 45    |       |
| 19. Dezember | Paul Martin                            | deutscher Veterinärmediziner                                                                              | 76    |       |
| 20. Dezember | Erich Ludendorff                       | deutscher General und Politiker (DVFP, NSFP), MdR                                                         | 72    |       |
| 20. Dezember | Georg Sauter                           | deutscher Maler und Zeichner                                                                              | 71    |       |
| 20. Dezember | Anton Strohmayer                       | österreichischer Gitarrenspieler                                                                          | 89    |       |
| 20. Dezember | Wilhelm Zimmer                         | deutscher Maler                                                                                           | 84    |       |
| 21. Dezember | Pierre Collings                        | US-amerikanischer Drehbuchautor und Kameramann                                                            | 37    |       |
| 21. Dezember | Frank Billings Kellogg                 | US-amerikanischer Politiker, Jurist und Diplomat                                                          | 80    |       |
| 21. Dezember | Luise Kräuter                          | deutsche Politikerin                                                                                      | 46    |       |
| 21. Dezember | Joseph W. Morris                       | US-amerikanischer Politiker                                                                               | 58    |       |
| 21. Dezember | Anatoli Petrowitsch Orlow              | russisch-orthodoxer Geistlicher, Theologe und Kirchenhistoriker                                           | 58    |       |
| 22. Dezember | Violet Manners, Duchess of Rutland     | britische Kunstmäzenin und Künstlerin                                                                     | 81    |       |
| 22. Dezember | Arthur Thost                           | deutscher HNO-Arzt                                                                                        | 83    |       |
| 23. Dezember | Henry Grell                            | Hamburger Architekt                                                                                       | 67    |       |
| 23. Dezember | Nykanor Onazkyj                        | ukrainischer Maler                                                                                        | 63    |       |
| 23. Dezember | Prosper Poullet                        | belgischer Politiker und Premierminister                                                                  | 69    |       |
| 23. Dezember | Nils Collett Vogt                      | norwegischer Schriftsteller                                                                               | 73    |       |
| 24. Dezember | Karl August Geiger                     | deutscher katholischer Kirchenrechtler und Hochschullehrer in Dillingen                                   | 74    |       |
| 24. Dezember | Elizabeth Haldane                      | schottische Autorin, Sozialarbeiterin und Frauenrechtlerin                                                | 75    |       |
| 25. Dezember | Newton Diehl Baker junior              | US-amerikanischer Politiker der Demokratischen Partei                                                     | 66    |       |
| 25. Dezember | Richard Grewe                          | deutscher Journalist                                                                                      | 40    |       |
| 26. Dezember | Georg Gronau                           | deutscher Kunsthistoriker                                                                                 | 69    |       |
| 26. Dezember | Ivor Gurney                            | englischer Komponist und Dichter                                                                          | 47    |       |
| 26. Dezember | Adolf Loewy                            | deutscher Physiologe                                                                                      | 75    |       |
| 26. Dezember | Jakob Rosenberg                        | estnischer Esperantist                                                                                    | 56    |       |
| 27. Dezember | William Noble Andrews                  | US-amerikanischer Politiker                                                                               | 61    |       |
| 27. Dezember | Erich Cordua                           | deutscher Jurist, Verwaltungsbeamter und Politiker (DNVP)                                                 | 57    |       |
| 27. Dezember | Theodor Ganzenmüller                   | deutscher Maschinenbau-Ingenieur und Hochschullehrer mit dem Spezialgebiet Brauereitechnik                | 73    |       |
| 27. Dezember | Willy Harzheim                         | deutscher Arbeiterschriftsteller und Kommunist                                                            | 33    |       |
| 27. Dezember | Anton Hoffmann                         | deutsch-russischer römisch-katholischer Geistlicher und Märtyrer                                          |       |       |
| 27. Dezember | Paul Horst-Schulze                     | deutscher Maler, Grafiker und Kunstgewerbler                                                              | 61    |       |
| 27. Dezember | Menalcus Lankford                      | US-amerikanischer Politiker                                                                               | 54    |       |
| 27. Dezember | Wilhelm Spindler                       | deutscher Politiker (BVP), MdL                                                                            | 44    |       |
| 27. Dezember | Wilhelm Weißmann                       | deutscher Politiker                                                                                       | 81    |       |
| 28. Dezember | Milford W. Howard                      | US-amerikanischer Politiker                                                                               | 75    |       |
| 28. Dezember | Maurice Ravel                          | französischer Komponist                                                                                   | 62    |       |
| 28. Dezember | Georg Thilenius                        | deutscher Ethnologe und Politiker (DVP), MdHB                                                             | 69    |       |
| 28. Dezember | Algernon Thomas                        | britisch-neuseeländischer Biologe und Geologe                                                             | 80    |       |
| 29. Dezember | Frederik Valdemar Nikolai Beichmann    | norwegischer Jurist und Hilfsrichter am Ständigen Internationalen Gerichtshof (1922–1930)                 | 78    |       |
| 29. Dezember | Stefan Czarnowski                      | polnischer Soziologe und Kulturhistoriker                                                                 | 58    |       |
| 29. Dezember | Berthold Feiwel                        | zionistischer Politiker                                                                                   | 62    |       |
| 29. Dezember | Donald Robert Perry Marquis            | US-amerikanischer Schriftsteller, Dichter und Journalist                                                  | 59    |       |
| 30. Dezember | Hinrich Schmalfeldt                    | deutscher Zigarrenmacher, Politiker (SPD, USPD), MdBB, MdR                                                | 87    |       |
| 30. Dezember | Homer P. Snyder                        | US-amerikanischer Politiker                                                                               | 74    |       |
| 31. Dezember | Dezső Czigány                          | ungarischer Maler und Grafiker                                                                            | 54    |       |
| 31. Dezember | Ernesto De Curtis                      | italienischer Komponist                                                                                   | 62    |       |
| 31. Dezember | Hugo Fischer-Köppe                     | deutscher Schauspieler                                                                                    | 47    |       |
| 31. Dezember | James Lewin                            | deutsch-jüdischer Psychiater                                                                              | 50    |       |
| 31. Dezember | Willibald Leo von Lütgendorff-Leinburg | deutscher Maler und Kunsthistoriker                                                                       | 81    |       |
|              | Paul Lizandier                         | französischer Leichtathlet                                                                                |       |       |